# Hail to England
Hail to England é o terceiro álbum de estúdio da banda estadunidense de heavy metal Manowar, lançado em 1984. O título do álbum é uma homenagem às bandas do NWOBHM. O disco ficou na posição 83  das paradas musicais da Inglaterra. Em 2017 e 2019, respectivamente, o Loudwire e a Metal Hammer o elegeram como o 17º e o 4º melhor disco de power metal de todos os tempos; contudo, em 2023, a Metal Hammer também incluiu a capa do álbum em sua lista de "50 capas de álbuns de rock e metal mais hilariamente feias de todos os tempos".

## Faixas
| N.º | Título                  | Duração |  |
| 1.  | "Blood of My Enemies"   | 4:15    |  |
| 2.  | "Each Dawn I Die"       | 4:20    |  |
| 3.  | "Kill With Power"       | 3:57    |  |
| 4.  | "Hail to England"       | 4:24    |  |
| 5.  | "Army of the Immortals" | 4:24    |  |
| 6.  | "Black Arrows"          | 3:06    |  |
| 7.  | "Bridge of Death"       | 8:58    |  |

## Versões cover
- "Blood of my Enemies" foi regravada pela   banda de death metal sueca Edge of Sanity, incluída no álbum The Spectral Sorrows.
- "Blood of my Enemies" foi regravada pela  banda de  power metal italiana Power Symphony,  incluída no  EP Futurepast.
- "Blood of my Enemies" foi regravada pela   banda de pagan metal russa Рарогъ,  incluída no álbum Сыны Сокола, sob o nome de "Кровь Наших Врагов"
- "Kill with Power" foi regravada pela banda de melodic death metal sueca   Arch Enemy,  incluída no   EP Dead Eyes See No Future, e é frequentemente tocada ao vivo pela banda humorística brasileira  Massacration.
- "Each Dawn I Die" foi regravada pela   banda  de black metal grega  Necromantia,  incluída no   EP de 1997 'Ancient Pride' o qual foi relançado com capa nova e duas faixas bônus em 2006 pela Black Lotus Records.

## Membros
- Joey DeMaio – baixo
- Eric Adams – vocal
- Ross The Boss – guitarra
- Scott Columbus – bateria